# (31831) 1999 YL
1999 واي أل (ويعرف أيضًا باسم (31831) 1999 واي أل وفق تسمية الكوكب الصغير) (بالإنجليزية: 1999 YL)‏ هو كويكب ضمن حزام الكويكبات؛ وترتيبه 31831 من حيث الاكتشاف.
اكتُشف هذا الجُرم الفلكي بواسطة بحث لنكولن عن الكويكبات القريبة من الأرض في 16 ديسمبر 1999.

## وصلات خارجية
- (31831) 1999 YL في قاعدة بيانات مختبر الدفع النفاث لأجرام النظام الشمسي الصغيرة

- الاكتشاف · مخطط المدار ·  العناصر المدارية · المعلمات المادية

- (31831) 1999 YL على موقع ويكي سكاي: DSS2, SDSS, GALEX, IRAS, Hydrogen α, X-Ray, Astrophoto, Sky Map, Articles and images